# Hot Shots! 2
Hot Shots! 2 (engelska: Hot Shots! Part Deux) är en amerikansk komedifilm från 1993 i regi av Jim Abrahams. Den är en uppföljare till Hot Shots! Höjdarna! från 1991. Filmen hade biopremiär i USA den 21 maj 1993.

## Handling
Topper Harley (Charlie Sheen) har dragit sig tillbaka till ett buddhistiskt kloster. Men CIA vill att han ska leda en grupp som ska rädda tillfångatagna amerikaner i Irak.

## Rollista i urval
- Charlie Sheen – Topper Harley
- Lloyd Bridges – President Thomas 'Tug' Benson
- Valeria Golino – Ramada Rodham Hayman
- Richard Crenna – Col. Denton Walters
- Brenda Bakke – Michelle Rodham Huddleston
- Miguel Ferrer – Commander Arvid Harbinger
- Rowan Atkinson – Dexter Hayman
- Jerry Haleva – Saddam Hussein

## Om filmen
Filmen är en parodi på i första hand Rambo, men även på andra filmer. Uppföljare till filmen Hot Shots! Höjdarna!
När Topper Harley (Charlie Sheen) åker på en flod möter han kapten Benjamin L. Willard från Apocalypse (spelad av Sheens verklige far Martin Sheen) och de ropar båda till varandra: "I loved you in Wall Street!" med hänvisning till filmen Wall Street som de båda medverkade i (1987). Filmen är från 11 år.

### Filmer som Hot Shots! 2 parodierar
- Rambo – First Blood II
- Rambo III
- Star Wars
- Terminator 2
- Basic Instinct
- Lady och Lufsen
- Kanonerna på Navarone
- Casablanca
- RoboCop
- Total Recall